# Турекян, Карл
Карл Гарегин Турекян (англ. Karl Karekin Turekian, 25 октября 1927, Бронкс — 15 марта 2013, Брэнфорд) — американский геофизик, геолог и геохимик, доктор наук, почетный профессор геологии и геофизики Йельского университета, член Национальной академии наук США (1984), член Американской академии искусств и наук, президент Геохимического общества (Geochemical Society), пионер геохимии Йельского университета, исследовал необычайно широкий круг вопросов планетологии. Директор Йельского института биосферных исследований, член Йельского Елизаветинского клуба.

## Биография
Родился 25 октября 1927 года в Бронксе, в семье армянских иммигрантов, переживших геноцид. Служил в ВМС США, получил степень бакалавра в колледже Уитон в 1949 году, а затем в 1955 году получил одну из первых докторских степеней по геохимии, присужденную Колумбийским университетом. В следующем году он поступил на факультет Йельского университета и женился на своей жене Роксане в 1962 году.

## Научная деятельность
Основным направлением исследований Турекяна была геохимия микроэлементов. Он занимался исследованиями морской, атмосферной и земной геохимии, а также вопросами формирования и развития планет в области планетологии. Другим направлением его работы была геохронология.
Его работа заложила основу для необычайно широкого использования изотопных отношений стронция в раскрытии истории окружающей среды Земли. В 1956 году он перешел в Йельский университет, где с тех пор провел всю свою профессиональную карьеру.
В 1970-х он стал одним из руководителей программы GEOSECS, которая так много сделала для того, чтобы впервые выявить фундаментальное распределение химических свойств в океане.
Турекян исследовал химический обмен в окружающей среде Земли и использовал различные радиоактивные изотопы для определения возраста горных пород, скорости биологических процессов в океане и переноса радиогенных нуклидов в атмосфере.
Турекян занимал редакционные должности в восьми научных журналах и занимал различные административные должности в Йельском университете. Он был заведующим кафедрой геологии и геофизики большую часть 1980-х годов.

## Признание
- Медаль Мориса Юинга (1997)[англ.][7]
- Премия В. М. Гольдшмидта (1989)[9]
- Медаль Волластона (1998)[4][10]
- Медаль Уильяма Клайда ДеВейна (2003)[11]